# San Gabriel Valley
De San Gabriel Valley is een van de belangrijkste valleien van zuidelijk Californië. Het ligt oostelijk van Los Angeles, ten noorden van de Puente Hills, zuidelijk van de San Gabriel Mountains, en ten westen van het Inland Empire.
De vallei heeft zijn naam te danken aan de San Gabriel River die zuidwaarts door de vallei stroomt. De vallei die vroeger grotendeels voor agrarische doeleinden werd gebruikt, is nu aan het verstedelijken en bevat verschillende voorsteden van de relatief dichtbij liggende metropool Los Angeles.
De belangrijkste plaatsen zijn:
- Altadena
- Alhambra
- Arcadia
- Avocado Heights
- Azusa
- Baldwin Park
- Bassett
- Bradbury
- Charter Oak
- Citrus
- City of Industry
- Claremont
- Covina
- Diamond Bar
- Duarte
- East Pasadena
- El Monte
- Glendora
- Hacienda Heights
- Irwindale
- La Canada Flintridge
- La Puente
- La Verne
- Mayflower Village
- Monrovia
- Montebello
- Monterey Park
- North El Monte
- Pasadena
- Pomona
- Rosemead
- Rowland Heights
- San Dimas
- San Gabriel
- San Marino
- Sierra Madre
- South El Monte
- South Pasadena
- South San Gabriel
- South San Jose Hills
- Temple City
- Valinda
- Vincent
- Walnut
- West Covina
- West Puente Valley
- Whittier

Hoofdstad: Sacramento
Regio's: Antelope Valley · Big Sur · Cascade Range · Central Coast · Central Valley · Channel Islands · Coachella Valley · Conejo Valley · Cucamonga Valley · Death Valley · East Bay · East County · Emerald Triangle · Gold Country · Greater Los Angeles · Grote Bekken · Imperial Valley · Inland Empire · Klamath Basin · Lake Tahoe · Los Angeles Basin · Lost Coast · Mojave · Mountain Empire · Noord-Californië · North Bay · North Coast · North County · Oost-Californië · Owens Valley · Oxnard Plain · San Francisco Peninsula · Pomona Valley · Sacramento Valley · San Bernardino Valley · San Diego–Tijuana · San Fernando Valley · San Francisco Bay Area · San Gabriel Valley · San Joaquin Valley · Santa Clara Valley · Santa Clarita Valley · Shasta Cascade · Sierra Nevada · Silicon Valley · South Bay (LA) · South Bay (SD) · South Bay (SF) · South Coast · Southern Border Region · Upstate California · Wine Country · Yosemite · Zuid-Californië
Metropolitane gebieden: Bakersfield · Chico · Fresno · Los Angeles-Long Beach-Glendale · Modesto · Napa · Oakland-Fremont-Hayward · Oxnard-Thousand Oaks-Ventura · Riverside-San Bernardino-Ontario · Sacramento-Roseville · Salinas · San Diego-Carlsbad-San Marcos · San Francisco-San Mateo-Redwood City · San Jose-Sunnyvale-Santa Clara · San Luis Obispo-Paso Robles · Santa Ana-Anaheim-Irvine · Santa Barbara-Santa Maria · Santa Cruz-Watsonville · Santa Rosa-Petaluma · Stockton · Vallejo-Fairfield · Visalia-Porterville · Yuba City
County's: Alameda · Alpine · Amador · Butte · Calaveras · Colusa · Contra Costa · Del Norte · El Dorado · Fresno · Glenn · Humboldt · Imperial · Inyo · Kern · Kings · Lake · Lassen · Los Angeles · Madera · Marin · Mariposa · Mendocino · Merced · Modoc · Mono · Monterey · Napa · Nevada · Orange · Placer · Plumas · Riverside · Sacramento · San Benito · San Bernardino · San Diego · San Francisco · San Joaquin · San Luis Obispo · San Mateo · Santa Barbara · Santa Clara · Santa Cruz · Shasta · Sierra · Siskiyou · Solano · Sonoma · Stanislaus · Sutter · Tehama · Trinity · Tulare · Tuolumne · Ventura · Yolo · Yuba
Portaal Californië